# ژرژ فرانژو
ژرژ فرانژو (به فرانسوی: Georges Franju) فیلمساز فرانسوی که بیشتر برای ساخت فیلم‌های کوتاه مستند شناخته می‌شود.

## دوران حرفه‌ای
فرانژو از سال ۱۹۳۷ با ساختن فیلم‌های غیرحرفه‌ای و شانزده میلی‌متری با همکاری هانری لانگلوا در سینما فعالیت داشت. خون حیوانات (۱۹۴۹)، نخستین فیلم مهم او، مستندی کوتاه، خشن و تصویرگرایانه است که فعالیت روزانهٔ یک کشتارگاه در یکی از حومه‌های خلوت پاریس را نشان می‌دهد و سلاخی‌ها طوری تنظیم شده‌اند که فجایع اردوگاه‌های مرگ نازی را تداعی می‌کنند.
در فیلم گذری و نظری به لُرَن (۱۹۵۰) به کارخانهٔ فولادسازی همان منطقهٔ آرام پرداخته و چنان است که گوئی کوره‌های ذوب فلز زندگی مردانی را که در آن کار می‌کنند به کام خود می‌کشند. فرانژو در فیلم هتل اَنوَلید، که احتمالاً بهترین فیلم او است، روایتی خیره‌کننده از موزهٔ جنگِ فرانسه را به تصویر کشیده و این نمایشگاهِ مصائب انسان را به ادعانامه‌ای ضدجنگ بدل کرده‌است. او در این فیلم اسطورهٔ قهرمانی و شکوهِ تناقض‌آمیز یادگارهای این موزه را، که به زیارتگاهی بدل شده‌است، زیر سؤال می‌برد.
مستندهای کوتاه و مهم دیگر فرانژو ملی یس کبیر (۱۹۵۲) و آقا و خانم کوری (۱۹۵۳) - بزرگداشت پیشاهنگ‌های سینما و علمِ مدرن هستند. فرانژو در سال ۱۹۵۸ نخستین فیلم داستانی خود، کوبیدنِ سر بر دیوارها (نام انگلیسی، حافظان)، را ساخت که روایتی نیمه مستند و نیمه سوروئالیستی است از مردی عاقل که به تیمارستان برده می‌شود؛ این فیلم را غالباً پیشقراول موج نوی فرانسه شناخته‌اند. فیلم داستانیِ دیگر او، که در گونهٔ سینمای وحشت ساخته شده، چشمان بدون چهره (۱۹۵۹)؛ در آمریکا دوباره تدوین و دوبله شد و به‌نام اتاق ترسناک دکتر فاستوس پخش شد. داستان دکتر دیوانه‌ای است که دختران جوان را می‌دزدد تا چهره‌هایشان را بر چهرهٔ دختر زشت منظرِ خود پیوند زند. فیلم جنایتکار در زیر نور (۱۹۶۱) او یک تریلر فضاسازانه است که از رمان بوالو و نارسیاک اقتباس شده‌است. دو فیلم بعدی فرانژو از رمان‌های فرانسوا موریاک اقتباس شده‌اند: تِرز دِکرو (۱۹۶۲) و ژودِکس (۱۹۶۳). فیلم اخیر یادبودی است از سریال دوازده قسمتی لوئی فویاد در ۱۹۱۶.
ژرژ فرانژو پنج فیلم داستانی دیگر نیز ساخت که عبارتند از: توماس طرّار (۱۹۶۵)، پرده‌های سفید (۱۹۶۶)، مارسل اَلَن (۱۹۶۶)، خطای آبه‌موره (۱۹۷۰) و مرد بدون چهره (۱۹۷۴)، که همگی به‌استثناء یکی از آثار ادبیِ مصور هستند و ارتباط اندکی با سینمای موج نو دارند، سینمائی که فرانژو خود با مستندهایش منادی آن بود.
فرانژو سرانجام در ۵ نوامبر ۱۹۸۷ در پاریس درگذشت.